# Aprionus binarius
Aprionus binarius är en tvåvingeart som beskrevs av Boris Mamaev 1998. Aprionus binarius ingår i släktet Aprionus och familjen gallmyggor. Inga underarter finns listade i Catalogue of Life.